# Kongo-Brazzavilles fotbollsförbund
Kongo-Brazzavilles fotbollsförbund, officiellt Fédération Congolaise de Football, är ett specialidrottsförbund som organiserar fotbollen i Kongo-Brazzaville.
Förbundet grundades 1962 och gick med i Caf 1965. De anslöt sig till Fifa år 1964. Kongo-Brazzavilles fotbollsförbund har sitt huvudkontor i staden Brazzaville.